# Seznam dílů seriálu Šmoulové
Tohle je seznam dílů v seriálu Šmoulové. Tento americko-belgický animovaný televizní seriál Šmoulové se natáčel v USA pro televizní stanici NBC a vysílán byl od 12. září 1981 do 2. prosince 1989. Později byl tento seriál distribuován americkou společností Warner Bros.
V českém znění seriál Šmoulové začala vysílat Československá televize (ČST) v letech 1988-1993 (výběr z 1. - 5. řady, 52 dílů). Později TV Nova v letech 1997-2000 (druhá polovina 6. řady, kompletní 7. řada a začátek 8. řady, 112 dílů). Díly s dabingem od TV Nova také vyšly na 22 DVD.
Na TV Barrandov byly odvysílány mezi lety 2010 až 2014 všechny zbývající díly ze všech řad (kromě dílů z Novy a některých od ČST, 266 dílů). Ze všech 52 dílů seriálu vysílaných na ČST jich bylo při té příležitosti v roce 2011 34 dílů opatřeno novým dabingem, pouze 18 dílů bylo zachováno s původním dabingem ČST.
Série speciálních dílů s názvem Dobrodružství Johana a Čejky, která byla součástí řady 2 v roce 1982 a řady 3 v roce 1983, je v některých zemích uváděná jako samostatný seriál.

## Přehled řad
| Řada | Díly (příběhy) | Premiéra v USA | Premiéra v USA     |
| Řada | Díly (příběhy) | První díl      | Poslední díl       |
| ---- | -------------- | -------------- | ------------------ |
| 1    | 39 +3          | 12. září 1981  | 5. prosince 1981   |
| 2    | 33 + 2         | 18. září 1982  | 4. prosince 1982   |
| 2    | DJaČ: 13       | 18. září 1982  | 20. listopadu 1982 |
| 3    | 50 + 1         | 17. září 1983  | 26. listopadu 1983 |
| 3    | DJaČ: 5        | 24. září 1983  | 12. listopadu 1983 |
| 4    | 48 + 1         | 15. září 1984  | 17. listopadu 1984 |
| 5    | 40             | 21. září 1985  | 9. listopadu 1985  |
| 6    | 64             | 13. září 1986  | 29. listopadu 1986 |
| 7    | 66 + 1         | 19. září 1987  | 5. prosince 1987   |
| 8    | 24             | 10. září 1988  | 29. října 1988     |
| 9    | 40             | 9. září 1989   | 2. prosince 1989   |

## Seznam dílů
Jednotlivé díly v řadách jsou číslovány podle českého značení, ne podle premiéry v USA.

### 1. Řada (1981)
| Č. v seriálu | Č. v řadě | Původní název                      | Český název: ČST (1988–1993) | Český název: TV Barrandov (2010–2014) | Premiéra v USA     | Produkční kód |
| ------------ | --------- | ---------------------------------- | ---------------------------- | ------------------------------------- | ------------------ | ------------- |
| 001          |           | The Smurfette                      | —                            | Šmoulinka                             | 21. listopadu 1981 | 8121          |
| 002a         |           | The Smurfs’ Apprentice             | —                            | Šmoula učedník                        | 28. listopadu 1981 | 8123A         |
| 002b         |           | Vanity Fare                        | —                            | Fešákovo zrcadlo                      | 12. září 1981      | 8102B         |
| 003a         |           | King Smurf                         | —                            | Král šmoulů                           | 26. září 1981      | 8106A         |
| 003b         |           | Jokey’s Medicine                   | —                            | Šprýmařova medicína                   | 12. září 1981      | 8102A         |
| 004          |           | The Astrosmurf                     | —                            | Astrošmoula                           | 12. září 1981      | 8101          |
| 005          |           | St. Smurf And The Dragon           | —                            | Sváty šmoula a drak                   | 19. září 1981      | 8103          |
| 006a         |           | Sorcerer Smurf                     | —                            | Šmoulí čaroděj                        | 19. září 1981      | 8104B         |
| 006b         |           | The Magical Meanie                 | —                            | Podlý džin                            | 19. září 1981      | 8104A         |
| 007          |           | The Smurfs And The Howlibird       | —                            | Šmoulové a příšerpták                 | 26. září 1981      | 8106B         |
| 008          |           | Beatwitched bothered and besmurfed | —                            | Očarovaný, obťežovaný a ošmoulený     | 26. září 1981      | 8105          |
| 009a         |           | Smurf-Colored Glasses              | —                            | Růžové brýle                          | 3. října 1981      | 8107          |
| 009b         |           | Dreamy's Nightmare                 | —                            | Snílkova noční můra                   | 28. listopadu 1981 | 8123B         |
| 010          |           | A Soup A La Smurf                  | —                            | Šmoulí polévka                        | 3. října 1981      | 8108B         |
| 011a         |           | Fuzzle Trouble                     | —                            | Potíže s huňáčky                      | 5. prosince 1981   | 8125A         |
| 011b         |           | All That Glitters Isn’t Smurf      | —                            | Není všechno šmoula, co se třpití     | 3. října 1981      | 8108A         |
| 012          |           | Romeo And Smurfette                | —                            | Rómeo a Šmoulinka                     | 10. října 1981     | 8109          |
| 013a         |           | The Hundredth Smurf                | —                            | Stý šmoula                            | 14. listopadu 1981 | 8119          |
| 013b         |           | Smurphony In ’C’                   | —                            | Šmoulifónie v C dur                   | 10. října 1981     | 8110B         |
| 014a         |           | The Magic Egg                      | —                            | Kouzelné vajíčko                      | 10. října 1981     | 8110A         |
| 014b         |           | Supersmurf                         | —                            | Superšmoula                           | 17. října 1981     | 8112A         |
| 015          |           | Smurfette’s Dancing Shoes          | —                            | Šmoulinčiny taneční botky             | 5. prosince 1981   | 8125B         |
| 016a         |           | The Fake Smurf                     | —                            | Nepravý šmoula                        | 24. října 1981     | 8114B         |
| 016b         |           | The Baby Smurf                     | —                            | Šmoulínek                             | 24. října 1981     | 8114A         |
| 017          |           | Sir Hefty                          | —                            | Rytíř Silák                           | 24. října 1981     | 8113          |
| 018a         |           | The Purple Smurfs                  | —                            | Fialoví šmoulové                      | 31. října 1981     | 8116B         |
| 018b         |           | Haunted Smurfs                     | —                            | Šmoulové ve strašidelném zámku        | 31. října 1981     | 8116A         |
| 019          |           | Sideshow Smurf                     | —                            | Potulní komedianti                    | 17. října 1981     | 8111          |
| 020a         |           | The Magnifying Mixture             | Zvětšovací směs              | _                                     | 7. listopadu 1981  | 8118A         |
| 020b         |           | Foul Weather Smurf                 | Bláznivé počasí              | Stroj na šmoulení počasí              | 7. listopadu 1981  | 8118B         |
| 021          |           | Painter And Poet                   | —                            | Nedocenění umělci                     | 31. října 1981     | 8115          |
| 022a         |           | Spelunking Smurfs                  | —                            | Zamrzlý obr                           | 21. listopadu 1981 | 8122B         |
| 022b         |           | Now You Smurf ’Em, Now You Don’t   | —                            | Jednou si dole, jednou nahoře         | 21. listopadu 1981 | 8122A         |
| 023a         |           | Gargamel The Generous              | —                            | Opravdu se Gargamel napravil?         | 14. listopadu 1981 | 8120B         |
| 023b         |           | The Smurfs And The Money Tree      | —                            | Kamarády si za peníze nekoupíš        | 5. prosince 1981   | 8126          |
| 024          |           | The Clockwork Smurf                | —                            | Mechanický šmoula                     | 28. listopadu 1981 | 8124          |
| 025a         |           | Paradise Smurfed                   | —                            | Lenoch v ráji                         | 17. října 1981     | 8112B         |
| 025b         |           | The Adominable Snowbeast           | —                            | Ohavná sněžná příšera                 | 14. listopadu 1981 | 8120A         |
| 026          |           | The Fountain Of Smurf              | —                            | Fontána mládí                         | 7. listopadu 1981  | 8117          |
| speciál 1    |           | Here Comes the Smurfs              | -                            | Tady přicházejí Šmoulové              | 1981               | S-1 speciál 1 |
| speciál 2    |           | The Smurfs’ Springtime Special     | —                            | Šmoulí velikonoční speciál            | 8. dubna 1982      | S-2 speciál 2 |

### 2. Řada (1982)
| Č. v seriálu | Č. v řadě | Původní název                             | Český název: ČST (1988–1993) | Český název: TV Barrandov (2010–2014) | Premiéra v USA     | Produkční kód |
| ------------ | --------- | ----------------------------------------- | ---------------------------- | ------------------------------------- | ------------------ | ------------- |
| 027          |           | The Good, The Bad, And The Smurfy         | —                            | Hodný, zlý a šmoulovatý               | 27. listopadu 1982 | 8232          |
| 028a         |           | Sister Smurf                              | Kamarádka Šmoulinka          | —                                     | 25. září 1982      | 8204B         |
| 028b         |           | Gormandizing Greedy                       | Mlsoun a dieta               | Mlsoun drží dietu                     | 9. října 1982      | 8212A         |
| 029          |           | The Smurf Who Couldn’t Say No             | —                            | Šmoula, který neuměl říkat "ne"       | 18. září 1982      | 8201          |
| 030a         |           | Waste Not, Smurf Not                      | Sečko-žnečko-mlátičko-pečka  | —                                     | 9. října 1982      | 8212B         |
| 030b         |           | S-Shivering S-Smurfs                      | Stopař                       | Šmoulům je zima                       | 25. září 1982      | 8204A         |
| 031          |           | The Blue Plague                           | —                            | Modrý mor                             | 30. října 1982     | 8221A         |
| 032a         |           | Squeaky                                   | Hafík                        | —                                     | 9. října 1982      | 8210A         |
| 032b         |           | It Came From Outer Smurf                  | Návštěva z vesmíru           | Snílek a mimošmouloň                  | 2. října 1982      | 8208B         |
| 033          |           | A Mere Truffle                            | —                            | Výprava za lanýži                     | 27. listopadu 1982 | 8233          |
| 034a         |           | One Good Smurf Deserves Another           | —                            | Kutil a Nešika střídavě v nesnázích   | 30. října 1982     | 8220          |
| 034b         |           | Revenge Of The Smurfs                     | —                            | Šmoulí pomsta                         | 25. září 1982      | 8206          |
| 035a         |           | The Last Laugh                            | —                            | Kdo se směje naposled                 | 4. prosince 1982   | 8235          |
| 035b         |           | The A-Maze-Ing Smurfs                     | —                            | Úžasní Šmoulové                       | 30. října 1982     | 8219          |
| 036a         |           | For The Love Of Gargamel                  | —                            | Zachraňte Gargamela                   | 13. listopadu 1982 | 8226          |
| 036b         |           | Smurf Van Winkle                          | —                            | Past na Lenocha                       | 4. prosince 1982   | 8236          |
| 037a         |           | The Sky Is Smurfing! The Ski Is Smurfing! | —                            | Nebe se šmouluje!                     | 16. října 1982     | 8214          |
| 037b         |           | Turncoat Smurf                            | —                            | Opravdu Koumák zradil?                | 18. září 1982      | 8202          |
| 038          |           | Papa's Wedding Day                        | —                            | Taťka šmoula se žení                  | 2. října 1982      | 8207          |
| 039a         |           | Clumsy Smurfs The Future                  | —                            | Nešika a kámen budoucnosti            | 30. října 1982     | 8221B         |
| 039b         |           | The Stuff Dreams Are Smurfed Off          | —                            | Ošklivé sny zašmouleny                | 23. října 1982     | 8217B         |
| 040a         |           | Smurf Me No Flowers                       | —                            | Nešmoulujte mi květiny                | 23. října 1982     | 8217A         |
| 040b         |           | The Kaplowey Scroll                       | —                            | Koplajský zvitek                      | 13. listopadu 1982 | 8227B         |
| 041          |           | Smurfs At Sea                             | —                            | Šmoulové na moři                      | 6. listopadu 1982  | 8224A         |
| 042a         |           | The Box Of Dirty Tricks                   | —                            | Krabice plná lumpáren                 | 6. listopadu 1982  | 8224B         |
| 042b         |           | Sleepwalking Smurfs                       | —                            | Náměsíční šmoulové                    | 20. listopadu 1982 | 8230          |
| 043          |           | The Littlest Giant                        | —                            | Nejmenší obr                          | 4. prosince 1982   | 8234A         |
| 044          |           | All's Smurfs That End's Smurfy            | —                            | Konec šmoulózní, všechno šmoulózní    | 27. listopadu 1982 | 8231B         |
| 045          |           | The Lost City Of Yore                     | —                            | Yorovo ztracené město                 | 9. října 1982      | 8210B         |
| 046          |           | The Adventures Of Robin Smurf             | —                            | Dobrodružství Robina Šmoula           | 4. prosince 1982   | 8234B         |
| 047a         |           | Bubble, Bubble, Smurf In Trouble          | —                            | Strašpytel a kouzelná hůlka           | 4. prosince 1982   | 34B           |
| 047b         |           | Heavenly Smurfs                           | —                            | Božsky šmoulovaté                     | 13. listopadu 1982 | 8227A         |
| 048          |           | The Three Smurfketeers                    | —                            | Tři šmoulketýři                       | 2. října 1982      | 8208A         |
| speciál 3    |           | My Smurfy Valentine                       | —                            | Můj šmoulózní den Valentýna           | 12. prosince 1982  | S-3 speciál 3 |
| speciál 4    |           | The Smurfs' Christmas Special             | —                            | Vánoční speciál                       | 13. února 1983     | S-4 speciál 4 |

#### Dobrodružství Johana a Čejky (1982)
| Č. v seriálu | Č. v řadě | Původní název                 | Český název: TV Barrandov (2010–2014) | Premiéra v USA     | Produkční kód |
| ------------ | --------- | ----------------------------- | ------------------------------------- | ------------------ | ------------- |
| 01           |           | The Cursed Country            | Zakletá vesnička                      | 18. září 1982      | 8203          |
| 02           |           | The Black Hellebore           | Černý květ Kruštíku                   | 25. září 1982      | 8205          |
| 03           |           | The Sorcery Of Maltrochu      | Maltrochova kouzla                    | 2. října 1982      | 8709          |
| 04           |           | The Goblin of Boulder Wood    | Skřet z kamenného lesa                | 9. října 1982      | 8211          |
| 05           |           | Johan’s Army                  | Johanovo vojsko                       | 16. října 1982     | 8213          |
| 06           |           | Magic Fountain                | Kouzelný vodopád                      | 16. října 1982     | 8215          |
| 07           |           | The Imposter King             | Falešný král                          | 23. října 1982     | 8216          |
| 08           |           | The Haunted Castle            | Strašidelný hrad                      | 23. října 1982     | 8218          |
| 09           |           | The Raven Wizard              | Havraní čaroděj                       | 6. listopadu 1982  | 8222          |
| 10           |           | The Ring of the castellac     | Prsten vévody z Castellacu            | 6. listopadu 1982  | 8223          |
| 11           |           | The Return Of Clockwork Smurf | Návrat mechanického šmouly            | 13. listopadu 1982 | 8225          |
| 12           |           | Prince And The Peewit         | Princ a Čejka                         | 20. listopadu 1982 | 8228          |
| 13           |           | The Enchanted Baby            | Očarované miminko                     | 20. listopadu 1982 | 8229          |

### 3. Řada (1983)
| Č. v seriálu | Č. v řadě | Původní název                   | Český název: ČST (1988–1993) | Český název: TV Barrandov (2010–2014) | Premiéra v USA     | Produkční kód |
| ------------ | --------- | ------------------------------- | ---------------------------- | ------------------------------------- | ------------------ | ------------- |
| 049          |           | Once In A Blue Moon             | —                            | Modrý měsíc                           | 17. září 1983      | 8301A         |
| 050a         |           | April Smurf Day                 | Apríl                        | Apríl u šmoulů                        | 12. listopadu 1983 | 8325A         |
| 050b         |           | The Magic Stick                 | Kouzelná hůlka               | —                                     | 12. listopadu 1983 | 8325B         |
| 051a         |           | Born Rotten                     | Kukaččí vejce                | —                                     | 1. října 1983      | 8308A         |
| 051b         |           | The Smurf Fire Brigade          | Požárnický sbor              | Šmoulí hasičský sbor                  | 17. září 1983      | 8302A         |
| 052          |           | Every Picture Smurfs A Story    | —                            | Za každým obrazem se šmoulí příběh    | 17. září 1983      | 8303          |
| 053a         |           | The Winged Wizard               | Létající Gargamel            | Okřídlený čaroděj                     | 17. září 1983      | 8302B         |
| 053b         |           | The First Telesmurf             | Šmoulofón                    | —                                     | 24. září 1983      | 8304A         |
| 054a         |           | Hats Off To Smurfs              | Zrádná paráda                | —                                     | 26. listopadu 1983 | 8332A         |
| 054b         |           | No Time For Smurfs              | Ztracený čas                 | —                                     | 26. listopadu 1983 | 8333B         |
| 055          |           | The Golden Smurf Award          | —                            | Cena zlatého šmouly                   | 29. října 1983     | 8321          |
| 056a         |           | The Chief Record Smurf          | Nová paměť                   | Nešikova megapaměť                    | 19. listopadu 1983 | 8328A         |
| 056b         |           | Good Neighbour Smurf            | Dobrá rada nad zlato         | Dobrý soused                          | 26. listopadu 1983 | 8331A         |
| 057a         |           | A Little Smurf Confidence       | Sebedůvěra                   | Šmoulí sebedůvěra                     | 1. října 1983      | 8307A         |
| 057b         |           | Harmony Steals The Show         | Symfonie                     | Vykradená symfonie                    | 29. října 1983     | 8306          |
| 058          |           | The Last Smurfberry             | —                            | Poslední šmorůvka                     | 24. září 1983      | 8320A         |
| 059a         |           | Hogatha’s Heart Throb           | Napálená Hogata              | Šampion Hogatina srdce                | 1. října 1983      | 8307B         |
| 059b         |           | A Bell For Azrael               | Zvon pro Azraela             | Zvonec pro Azraela                    | 12. listopadu 1983 | 8327B         |
| 060a         |           | Smurfette For A Day             | Náhradník                    | Na jeden den Šmoulinkou               | 8. října 1983      | 8311B         |
| 060b         |           | The Magic Earrings              | Náušnice                     | Kouzelné náušnice                     | 24. září 1983      | 8305          |
| 061a         |           | The Tear Of A Smurf             | Šmoulí slza                  | —                                     | 1. října 1983      | 8308B         |
| 061b         |           | How To Smurf A Rainbow          | Jak ušmoulat duhu            | —                                     | 8. října 1983      | 8311A         |
| 062          |           | The Miracle Smurfer             | —                            | Prodavač zázraků                      | 1. října 1983      | 8309          |
| 063          |           | All Hallows’ Eve                | —                            | Halloweenský speciál                  | 5. listopadu 1983  | 8324A         |
| 064a         |           | A Chip Off The Old Smurf        | Taťka šmoula zasahuje        | Šmoulíček se potatil                  | 22. října 1983     | 8316A         |
| 064b         |           | Lumbering Smurfs                | Dřevorubci a Šmoulové        | —                                     | 22. října 1983     | 8316B         |
| 065a         |           | A Hovel Is Not A Home           | Gargamelův dům               | —                                     | 15. října 1983     | 8314B         |
| 065b         |           | Speak For Yourself Farmer Smurf | Zamilovaný Farmář            | Tajný ctitel                          | 15. října 1983     | 8314A         |
| 066a         |           | Hefty’s Heart                   | Silákovo srdce               | Silákovo srdce                        | 5. listopadu 1983  | 8322B         |
| 066b         |           | To Smurf A Thief                | Hejbimba a zloděj            | Přešmoulený zloděj                    | 29. října 1983     | 8319B         |
| 067          |           | The Noble Stag                  | —                            | Ušlechtilý jelen                      | 26. listopadu 1983 | 8332B         |
| 068a         |           | Forget Me Smurfs                | Květy zapomnění              | Zapomněnky                            | 22. října 1983     | 8318          |
| 068b         |           | A Gift For Papa’s Day           | Klobouk na šmoulí legraci    | Dárek taťkovi k svátku                | 15. října 1983     | 8313          |
| 069          |           | Handy's Sweetheart              | —                            | Kutilova milá                         | 19. listopadu 1983 | 8329          |
| 070a         |           | Willpower Smurfs                | Pevná vůle všechno zmůže     | —                                     | 8. října 1983      | 8312B         |
| 070b         |           | Clumsy's Luck                   | Nešika                       | —                                     | 15. října 1983     | 8315A         |
| 071          |           | The Smurfs' Time Capsule        | —                            | Šmoulové a schránka času              | 19. listopadu 1983 | 8330          |
| 072a         |           | Greedy And The Porridge Pot     | —                            | Mlsoun a hrnec kaše                   | 29. října 1983     | 8320A         |
| 072b         |           | Smurfing In Sign Language       | —                            | Šmoulové ve znakové řeči              | 19. listopadu 1983 | 8328B         |
| 073a         |           | Baby Smurf Is Missing           | —                            | Šmoulíček se ztratil                  | 26. listopadu 1983 | 8331B         |
| 073b         |           | The Little Witch                | —                            | Malá čarodějnice                      | 26. listopadu 1983 | 8333A         |
| 074          |           | Baby’s First Christmas          | —                            | Šmoulíčkovy první Vánoce              | 12. listopadu 1983 | 8326A         |
| 075a         |           | The Smurfstone Quest            | —                            | Hledání šmoulího kamene               | 5. listopadu 1983  | 8323A         |
| 075b         |           | The Smurfy Acres                | —                            | Nová Šmoulí vesnička                  | 29. října 1983     | 8319A         |
| 076a         |           | A Hug For Grouchy               | —                            | Objetí pro Mrzouta                    | 5. listopadu 1983  | 8323B         |
| 076b         |           | Wedding Bells For Gargamel      | —                            | Svatební zvony pro Gargamela          | 17. září 1983      | 8301B         |
| 077a         |           | The Magic Rattle                | —                            | Kouzelné chrastítko                   | 29. října 1983     | 8320A         |
| 077b         |           | All Creatures Great And Smurfs  | —                            | Nat zachraňuje Azraela                | 19. listopadu 1983 | 8328B         |
| 078a         |           | The Smurf Who Would Be King     | —                            | Šmoula, který chtěl být králem        | 8. října 1983      | 8310          |
| 078b         |           | Beauty Is Only Smurf Deep       | —                            | Krása je jenom pošmoulovrchní         | 12. listopadu 1983 | 8326B         |
| speciál 5    |           | The Smurfic Games               | —                            | Šmoulympiáda                          | 20. května 1984    | S-5 speciál 5 |

#### Dobrodružství Johana a Čejky (1983)
| Č. v seriálu | Č. v řadě | Původní název             | Český název: TV Barrandov (2010–2014) | Premiéra v USA     | Produkční kód |
| ------------ | --------- | ------------------------- | ------------------------------------- | ------------------ | ------------- |
| 14           |           | The Moor’s Baby           | Velvyslancova dcera                   | 5. října 1983      | 8322A         |
| 15a          |           | The Grumpy Gremlin        | Zlobivý skřítek                       | 15. října 1983     | 8315B         |
| 15b          |           | Wolf In Peewit’s Clothing | Čejka v rouše vlčím                   | 12. listopadu 1983 | 8327A         |
| 16a          |           | Peewit Meets Bigmouth     | Jak Čejka potkal Tlamouna             | 8. října 1983      | 8312A         |
| 16b          |           | Handy’s Kite              | Kutilův drak                          | 24. září 1983      | 8304B         |

### 4. Řada (1984)
| Č. v seriálu | Č. v řadě | Původní název                             | Český název: ČST (1988–1993) | Český název: TV Barrandov (2010–2014) | Premiéra v USA     | Produkční kód |
| ------------ | --------- | ----------------------------------------- | ---------------------------- | ------------------------------------- | ------------------ | ------------- |
| 079          |           | The Pussywillow Pixies                    | —                            | Vrbové víly                           | 13. října 1984     | 8414          |
| 080a         |           | Gargamel's Giant                          | Obr Dufus                    | Gargamelův obr                        | 27. října 1984     | 8421B         |
| 080b         |           | Gargoyle Of The Quarrel Castle            | Obluda z hradu Hašteřák      | —                                     | 17. listopadu 1984 | 8425B         |
| 081a         |           | Jokey's Shadow                            | —                            | Šprýmařův stín                        | 15. září 1984      | 8403B         |
| 081b         |           | The Whole And The Nothing Smurf           | —                            | Řekni pravdu a nic, než jen pravdu    | 27. října 1984     | 8421A         |
| 082          |           | The Incredible Shrinking Wizard           | —                            | Scvrkávajíci se kouzelník             | 29. září 1984      | 8407          |
| 083a         |           | The Secret Of The Shadow Swamp            | —                            | Tajemství chmůrneho močálu            | 29. září 1984      | 8408B         |
| 083b         |           | Smurfiplication                           | —                            | Šmoulí multiplikace                   | 7. listopadu 1984  | 8426A         |
| 084          |           | Never Smurf Off 'Til Tomorrow             | —                            | Hurikán                               | 6. října 1984      | 8411          |
| 085a         |           | The Traveler                              | —                            | Cestovatel                            | 22. září 1984      | 8406A         |
| 085b         |           | Man On The Moon                           | —                            | Měsiční mužík                         | 27. října 1984     | 8420A         |
| 086a         |           | Pet for Baby Smurf                        | —                            | Mazlíček pro Šmoulíčka                | 22. září 1984      | 8406B         |
| 086b         |           | Symbols Of Wisdom                         | —                            | Symboly moudrosti                     | 15. září 1984      | 8401A         |
| 087a         |           | Gingerbread Smurfs                        | —                            | Šmoulperníci                          | 15. září 1984      | 8403A         |
| 087b         |           | The Secret Of Village Well                | —                            | Tajemství vesnické studny             | 15. září 1984      | 8402A         |
| 088          |           | A Circus For Baby                         | —                            | Cirkus pro Šmoulíčka                  | 20. října 1984     | 8416          |
| 089a         |           | A Float Full Of Smurfs                    | Největší zajíc               | Povoz plný šmoulů                     | 6. října 1984      | 8410A         |
| 089b         |           | Stop And Smurf The Roses                  | Šmoulí růže                  | Zastav se a přivoň k růžím            | 15. září 1984      | 8402B         |
| 090a         |           | Jokey's Funny Bone                        | Kost legrace                 | Šprýmařova vtipná kost                | 22. září 1984      | 8404A         |
| 090b         |           | Gargamel's Misfortune                     | Rána osudu                   | Gargamelova neštěstěna                | 17. listopadu 1984 | 8426B         |
| 091a         |           | Tick Tock Smurfs                          | —                            | Šmouločasoměr                         | 22. září 1984      | 8404B         |
| 091b         |           | Hefty And The Wheelsmurfer                | —                            | Silák a šmoulečkové křeslo            | 10. listopadu 1984 | 8422B         |
| 092          |           | Hopping Cough Smurfs                      | —                            | Šmoulové a hopsavý kašel              | 10. listopadu 1984 | 8423A         |
| 093a         |           | Smurfette's Golden Tresses                | —                            | Šmoulinčiny zlaté kučery              | 27. října 1984     | 8420B         |
| 093b         |           | Monster Smurfs                            | —                            | Šmoulí strašidelný karneval           | 10. listopadu 1984 | 8424A         |
| 094          |           | Smurf On Wood                             | —                            | Šmoulí pověry                         | 6. října 1984      | 8411          |
| 095a         |           | Smurf On The Other Cheek                  | —                            | Šmoulovitě červená skvrna             | 29. září 1984      | 8409B         |
| 095b         |           | The Trojan Smurf                          | —                            | Trojský Taťka šmoula                  | 29. září 1984      | 8409A         |
| 096a         |           | Patchwork Bear                            | —                            | Medvěd Flíček                         | 11. října 1984     | 8422A         |
| 096b         |           | Smurfette's Sweet Tooth                   | —                            | Mlsná Šmoulinka                       | 6. října 1984      | 8410B         |
| 097          |           | Little Orange Horse With The Golden Shoes | —                            | Létající koník se zlatými podkovami   | 10. listopadu 1984 | 8423B         |
| 098a         |           | Breakfest At Greedy's                     | —                            | Létající snídaně                      | 29. září 1984      | 8408A         |
| 098b         |           | Tailor's Magic Needle                     | —                            | Kouzelná jehlička                     | 22. září 1984      | 8405B         |
| 099a         |           | Petrified Smurfs                          | Zkamenělí Šmoulové           | Zkamenělí Šmoulové                    | 6. října 1984      | 8412B         |
| 099b         |           | Bignose Dilema                            | Nosatčino dilema             | Velká výměna nosů                     | 13. října 1984     | 8415A         |
| 100a         |           | Papa's Worry Warts                        | Starosti Taťky šmouly        | Taťka šmoula má starosti              | 13. října 1984     | 8413A         |
| 100b         |           | The Smurfomatic Smurfolator               | Šmoulátor - Kutilův sen      | Šmoulmatický šmoulátor                | 6. října 1984      | 8412A         |
| 101a         |           | Lazy's Slumber Party                      | —                            | Lenochova pyžamová párty              | 13. října 1984     | 8413B         |
| 101b         |           | The Smurfbox Derby                        | —                            | Šmoulomobilový závod                  | 13. října 1984     | 8415B         |
| 102          |           | Master Smurf                              | —                            | Vládce šmoula                         | 22. září 1984      | 8405A         |
| 103a         |           | Blue Eyes Returns                         | —                            | Návrat Koníka Modroočka               | 15. září 1984      | 8401B         |
| 103b         |           | Babes In Wartland                         | —                            | Jak Duběnka přelstila Bradavičníky    | 20. října 1984     | 8417A         |
| 104a         |           | The Smurf-Walk Café                       | —                            | Šmoulí kavárna                        | 20. října 1984     | 8417B         |
| 104b         |           | The Bad Place                             | —                            | Návštěva z vesmíru                    | 10. listopadu 1984 | 8424B         |
| 105a         |           | Bigmouth Smurf                            | —                            | Šmoula Tlamoun                        | 27. října 1984     | 8419A         |
| 105b         |           | Smurfiest Of Friends                      | —                            | Nejšmoulovatejší šmoulí kamarádi      | 20. října 1984     | 8418A         |
| 106a         |           | Baby's Enchanted Didey                    | —                            | Šmoulíčkovy létající kalhotky         | 27. října 1984     | 8419B         |
| 106b         |           | The Smurfing For Ghosts                   | —                            | Šmoulitelé duchů                      | 17. listopadu 1984 | 8425A         |
| speciál 6    |           | Smurfily Ever After                       | —                            | Šmoulovatě až navěky                  | 13. února 1985     | S-6 speciál 6 |

### 5. Řada (1985)
| Č. v seriálu | Č. v řadě | Původní název                           | Český název: ČST (1988–1993) | Český název: TV Barrandov (2010–2014)      | Premiéra v USA    | Produkční kód |
| ------------ | --------- | --------------------------------------- | ---------------------------- | ------------------------------------------ | ----------------- | ------------- |
| 107a         |           | The Smurflings                          | Šmoulánkové                  | Šmoulata                                   | 21. září 1985     | 8502B         |
| 107b         |           | Mud Wrestling Smurfs                    | Blátostroj                   | Šmoulové a wrestlingový zápas              | 5. října 1985     | 8508A         |
| 108          |           | Sassette                                | —                            | Sašetka                                    | 28. září 1985     | 8504B         |
| 109a         |           | Papa’s Flying Bed                       | —                            | Taťkova létající postel                    | 5. října 1985     | 8507B         |
| 109b         |           | He Who Smurfs Last                      | —                            | Kdo se směje nejlíp                        | 21. září 1985     | 8503A         |
| 110a         |           | Puppy                                   | —                            | Bobík                                      | 28. září 1985     | 8506          |
| 110b         |           | Masked Pie Smurfer                      | —                            | Kdo je maskovaný šmoula?                   | 5. října 1985     | 8507B         |
| 111          |           | Smurf A Mile In My Shoes                | —                            | Jak se do lesa šmoulí, tak se z lesa ozývá | 21. září 1985     | 8503A         |
| 112a         |           | The Sand Witch                          | —                            | Písečná čarodějnice                        | 5. října 1985     | 8508B         |
| 112b         |           | Dreamy’s Pen Pals                       | —                            | Snílek na planétě Šmoulov                  | 5. října 1985     | 8507A         |
| 113          |           | Kow-Tow, We Won’t Bow                   | —                            | Šmoulinka touží po velikém dobrodružství   | 5. října 1985     | 8509          |
| 114a         |           | Stuck On Smurfs                         | —                            | Slepení šmoulové                           | 21. září 1985     | 8501A         |
| 114b         |           | Educating Bigmouth                      | —                            | Tlamoun romantik                           | 19. října 1985    | 8514A         |
| 115a         |           | Wild And Wooly                          | —                            | Pro vlnu do divočiny                       | 12. října 1985    | 8510B         |
| 115b         |           | Queen Smurfette                         | —                            | Královna Šmoulinka                         | 12. října 1985    | 8512B         |
| 116a         |           | The Grouchiest Game In Town             | —                            | Hra pro Mrzouta                            | 12. října 1985    | 8512A         |
| 116b         |           | The Great Slime Crop Failure            | —                            | Velká neúroda slizu                        | 26. října 1985    | 8516B         |
| 117          |           | The Dark-Ness Monster                   | —                            | Temneská příšera                           | 12. října 1985    | 8511          |
| 118a         |           | Bigmouth’s Friend                       | Všejedův kamarád             | —                                          | 12. října 1985    | 8510A         |
| 118b         |           | Brainy Smurf, Friend To All The Animals | Koumák, přítel všech zvířat  | —                                          | 19. října 1985    | 8514B         |
| 119a         |           | Happy Unhappiness Day To You            | Nešťastný den                | Den neštěstí                               | 26. října 1985    | 8516A         |
| 119b         |           | Papa’s Day Off                          | Volný den taťky šmouly       | Taťka šmoula má volno                      | 21. září 1985     | 8502A         |
| 120          |           | Marco Smurf And The Pepper Pirates      | —                            | Marco Šmoulo a pepřový piráti              | 19. října 1985    | 8513          |
| 121a         |           | Mutiny On The Smurf                     | —                            | Vzhůru na palubu, Šmoulata                 | 26. října 1985    | 8518B         |
| 121b         |           | Things That Go Smurf in the Night       | —                            | Co se šmoulí za noci                       | 2. listopadu 1985 | 8519A         |
| 122a         |           | Brainy’s Smarty Party                   | —                            | Koumákova vychytralá párty                 | 9. listopadu 1985 | 8524          |
| 122b         |           | Alarming Smurfs                         | —                            | Šmoulí alarm                               | 2. listopadu 1985 | 8519B         |
| 123          |           | The Comet Is Coming                     | —                            | Blíži se kometa                            | 19. října 1985    | 8515          |
| 124a         |           | Papa’s Puppy Prescription               | —                            | Očarovaný Bobík                            | 28. září 1985     | 8505A         |
| 124b         |           | Poet’s Writer’s Block                   | —                            | Poetův básnický blok                       | 28. září 1985     | 8505B         |
| 125a         |           | Love Those Smurfs                       | —                            | Sobečtí šmoulové                           | 26. října 1985    | 8518A         |
| 125b         |           | The Mr. Smurf Contest                   | —                            | Kdo vyhraje, bude pan šmoula               | 2. listopadu 1985 | 8520B         |
| 126a         |           | Smurfette’s Rose                        | —                            | Šmoulinčina růže                           | 2. listopadu 1985 | 8520A         |
| 126b         |           | They’re Smurfing Our Song               | —                            | Kouzelná písnička                          | 9. listopadu 1985 | 8523          |
| 127          |           | Papa’s Family Album                     | —                            | Taťkovo rodinné album                      | 26. října 1985    | 8517          |
| 128a         |           | Unsound Smurfs                          | —                            | Zvuková bariéra                            | 2. listopadu 1985 | 8521B         |
| 128b         |           | Have You Smurfed Your Pet Today?        | —                            | Jojo                                       | 2. listopadu 1985 | 8521A         |
| 129a         |           | Gargamel’s Time Trip                    | —                            | Gargamelův výlet do budoucnosti            | 9. listopadu 1985 | 8522B         |
| 129b         |           | All Work And No Smurf                   | —                            | Samá práce, žádná zábava                   | 9. listopadu 1985 | 8522A         |
| 130          |           | Baby’s First Word                       | —                            | Šmoulíčkovo první slovo                    | 21. září 1985     | 8503B         |

### 6. Řada (1986)
| Č. v seriálu | Č. v řadě | Původní název                      | Český název: TV Nova (1997–2000) | Český název: TV Barrandov (2010–2014)                         | Premiéra v USA     | Produkční kód |
| ------------ | --------- | ---------------------------------- | -------------------------------- | ------------------------------------------------------------- | ------------------ | ------------- |
| 131          |           | Smurfquest (Part 1)                | —                                | Šmoulí mise (1. část)                                         | 13. září 1986      | 8601A         |
| 132          |           | Smurfquest (Part 2)                | —                                | Šmoulí mise (2. část)                                         | 13. září 1986      | 8601B         |
| 133          |           | Smurfquest (Part 3)                | —                                | Šmoulí mise (3. část)                                         | 13. září 1986      | 8602A         |
| —            |           | Smurfquest (Part 4)                | —                                | — (česká verze epizody Šmoulí mise není rozdělena na 4 části) | 13. září 1986      | 8602B         |
| 134          |           | The Enchanted Quill                | —                                | Kouzelné pero                                                 | 15. listopadu 1986 | 8628B         |
| 135          |           | Fire Fighting Smurfs               | —                                | Šmoulové hasiči                                               | 22. listopadu 1986 | 8632B         |
| 136a         |           | I Smurf To The Trees               | —                                | Šmoulové a stromy                                             | 8. listopadu 1986  | 8625A         |
| 136b         |           | A Myna Problem                     | —                                | Problémový špaček                                             | 1. listopadu 1986  | 8624A         |
| 137          |           | Gargamel’s New Job                 | —                                | Gargamelova nová práce                                        | 13. září 1986      | 8603          |
| 138a         |           | Dr. Evil And Mr. Nice              | —                                | Zlý doktor a pan hodný                                        | 25. října 1986     | 8620A         |
| 138b         |           | Don Smurfo                         | —                                | Don Šmoulo                                                    | 20. září 1986      | 8605B         |
| 139a         |           | Jokey’s Cloak                      | —                                | Šprýmařův plášť                                               | 29. listopadu 1986 | 8634A         |
| 139b         |           | Snappy’s Way                       | —                                | Čiloun si dělá co chce                                        | 22. listopadu 1986 | 8632A         |
| 140a         |           | Bringing Up Bigfeet                | —                                | Dlouhonožka                                                   | 11. října 1986     | 8613A         |
| 140b         |           | Bookworm Smurf                     | —                                | Šmoulí knihomol                                               | 8. listopadu 1986  | 8626B         |
| 141          |           | Greedy Goes On Strike              | —                                | Mlsoun zahajuje stávku                                        | 25. října 1986     | 8621B         |
| 142          |           | Lazy’s Nightmare                   | —                                | Lenochova noční můra                                          | 4. října 1986      | 8610          |
| 143a         |           | The Root Of Evil                   | —                                | Kořen všeho zla                                               | 25. října 1986     | 8620B         |
| 143b         |           | The Last Whippoorwill              | —                                | Poslední lelek americký                                       | 27. září 1986      | 8609A         |
| 144          |           | Papa Smurf, Papa Smurf             | —                                | Taťko šmoulo, taťko šmoulo                                    | 22. listopadu 1986 | 8633B         |
| 145a         |           | Journey To The Center Of The Smurf | —                                | Cesta do středu šmoulozemě                                    | 18. října 1986     | 8618          |
| 145b         |           | Scruple’s Sweetheart               | —                                | Vrtoch a kouzelná hůlka                                       | 8. listopadu 1986  | 8627B         |
| 146a         |           | Clumsy’s Cloud                     | —                                | Nešikův mrak                                                  | 8. listopadu 1986  | 8625B         |
| 146b         |           | Head Over Hogatha                  | —                                | Zamilovaná Hogata                                             | 29. listopadu 1986 | 8636B         |
| 147          |           | The Littlest Viking                | —                                | Šmoulové a Vikingové                                          | 4. října 1986      | 8612          |
| 148a         |           | Put Upon Puppy                     | Štěně pronásledované osudem      | —                                                             | 22. listopadu 1986 | 8631A         |
| 148b         |           | The Gallant smurf                  | Galantní šmoula                  | —                                                             | 15. listopadu 1986 | 8629B         |
| 149          |           | The Scarlet Croaker                | Hrdinný Skřehota                 | —                                                             | 11. října 1986     | 8614          |
| 150a         |           | Tattle Tail Smurfs                 | Šmoulata žalobníčci              | —                                                             | 25. října 1986     | 8621A         |
| 150b         |           | Heart Of Gold                      | Srdíčko se zlata                 | —                                                             | 15. listopadu 1986 | 8630A         |
| 151a         |           | The Most Unsmurfy Game             | Nepoctivý závod                  | —                                                             | 15. listopadu 1986 | 8629A         |
| 151b         |           | The Village Vandal                 | Vesnický vandal                  | —                                                             | 15. listopadu 1986 | 8630B         |
| 152          |           | The Royal Drum                     | Královský buben                  | —                                                             | 18. října 1986     | 8616          |
| 153a         |           | Master Scruple                     | Kluk Fuk pánem džina             | —                                                             | 8. listopadu 1986  | 8627A         |
| 153b         |           | Grouchy Makes A Splash             | Mrzout se učí plavat             | —                                                             | 20. září 1986      | 8604A         |
| 154a         |           | The Tallest Smurf                  | Největší šmoula                  | —                                                             | 25. října 1986     | 8619A         |
| 154b         |           | Smurfette’s Gift                   | Dárky pro Šmoulinku              | —                                                             | 27. září 1986      | 8607A         |
| 155a         |           | No Smurf Is An Island              | Šmoula není z kamene             | —                                                             | 20. září 1986      | 8605A         |
| 155b         |           | The Answer Smurf                   | Vševědoucí šmoula                | —                                                             | 20. září 1986      | 8605B         |
| 156a         |           | Sassette’s Tooth                   | Sašetčin zoubek                  | —                                                             | 22. listopadu 1986 | 8631B         |
| 156b         |           | Smurfs On Wheels                   | Šmoulové na kolečkách            | —                                                             | 4. října 1986      | 8611B         |
| 157a         |           | The World According To Smurflings  | Svět podle šmoulat               | —                                                             | 15. listopadu 1986 | 8628A         |
| 157b         |           | Calling Dr. Smurf                  | Doktor šmoula                    | —                                                             | 11. října 1986     | 8615A         |
| 158a         |           | All The Smurf’s A Stage            | Šmoulí představění               | —                                                             | 4. října 1986      | 8611A         |
| 158b         |           | Reckless Smurfs                    | Rozjívení šmoulové               | —                                                             | 29. listopadu 1986 | 8636A         |
| 159a         |           | The Most Popular Smurf             | Nejoblíbenější šmoula            | —                                                             | 27. září 1986      | 8607B         |
| 159b         |           | Can't Smurf The Music              | Šmoulí muzika                    | —                                                             | 11. října 1986     | 8615B         |
| 160          |           | A Loss Of Smurf                    | Fešák má starosti                | —                                                             | 27. září 1986      | 8608          |
| 161a         |           | It’s A Puppy’s Life                | Těžký život štěněte              | —                                                             | 18. října 1986     | 8617A         |
| 161b         |           | Farmer’s Genie                     | Farmářův džin                    | —                                                             | 8. listopadu 1986  | 8626B         |
| 162a         |           | Essence Of Brainy                  | Koumákova duše                   | —                                                             | 25. října 1986     | 8619B         |
| 162b         |           | Smurfette’s Flower                 | Zlá květina                      | —                                                             | 29. listopadu 1986 | 8635B         |
| 163a         |           | Crying Smurfs                      | Uplakaní šmoulové                | —                                                             | 1. listopadu 1986  | 8622B         |
| 163b         |           | Future Smurfed                     | Návštěva z pravěku               | —                                                             | 1. listopadu 1986  | 8622A         |
| 164a         |           | Gargamel’s Dummy                   | Panáček Gargamel                 | —                                                             | 1. listopadu 1986  | 8623A         |
| 164b         |           | Smurfs On The Run                  | Sašetka na utěku                 | —                                                             | 1. listopadu 1986  | 8623B         |
| 165a         |           | Baby’s New Toy                     | Šmoulíčkova nová hračka          | —                                                             | 11. října 1986     | 8613A         |
| 165b         |           | Handy’s Window Vision              | Kutilův vynález                  | —                                                             | 22. listopadu 1986 | 8633A         |
| 166          |           | The Prince And The Hopper          | Princ a žabák                    | —                                                             | 20. září 1986      | 8606          |
| 167a         |           | Papa’s Last Spell                  | Poslední kouzlo taťky šmouly     | —                                                             | 29. listopadu 1986 | 8634B         |
| 167b         |           | The Color Smurfy                   | Barvy šmoulího světa             | —                                                             | 27. září 1986      | 8609B         |
| 168a         |           | Sweepy Smurf                       | Potíže šmouly Štětičky           | —                                                             | 18. října 1986     | 8617B         |
| 168b         |           | The Horn Of Plenty                 | Roh hojnosti                     | —                                                             | 1. listopadu 1986  | 8624B         |
| 169          |           | Lure Of The Orb                    | Vábení čarovné koule             | —                                                             | 29. listopadu 1986 | 8635A         |

### 7. Řada (1987)
| Č. v seriálu | Č. v řadě | Původní název                        | Český název: TV Nova (1997–2000)                                         | Premiéra v USA     | Produkční kód |
| ------------ | --------- | ------------------------------------ | ------------------------------------------------------------------------ | ------------------ | ------------- |
| 170a         |           | Locomotive Smurfs                    | Šmoulí vláček                                                            | 7. listopadu 1987  | 8723B         |
| 170b         |           | Jokey’s Joke Book                    | Šprýmařova kniha vtipů                                                   | 3. října 1987      | 8708B         |
| 171a         |           | Smurfing for Gold                    | Šmoulí zlatá horečka                                                     | 3. října 1987      | 8708A         |
| 171b         |           | Skyscraper Smurfs                    | Šmoulové se stěhují                                                      | 21. listopadu 1987 | 8729A         |
| 172a         |           | Crooner Smurf                        | Falešný zpěváček                                                         | 31. října 1987     | 8719B         |
| 172b         |           | All The News That’s Fit To Smurf     | Šmoulí zpravodaj                                                         | 5. prosince 1987   | 8735          |
| 173a         |           | Flighty’s Plight                     | Váhavkovo soužení                                                        | 31. října 1987     | 8720B         |
| 173b         |           | The Return of Don Smurfo             | Návrat Dona Šmouliče                                                     | 21. listopadu 1987 | 8728          |
| 174          |           | Scruple And The Great Book Of Spells | Kluk Fuk a Velká kniha kouzel                                            | 24. října 1987     | 8716A         |
| 175          |           | Smurfette Unmade                     | Šmoulinčina proměna                                                      | 31. října 1987     | 8721B         |
| 176          |           | Swapping Smurfs                      | Výměnný obchod                                                           | 14. listopadu 1987 | 8725B         |
| 177          |           | Smurf On The Wild Side (Part 1)      | Volání šmoulí divočiny (1. část)                                         | 19. září 1987      | 8701A         |
| —            |           | Smurf On The Wild Side (Part 2)      | — (česká verze epizody Volání šmoulí divočiny není rozdělena na 4 části) | 19. září 1987      | 8701B         |
| 178a         |           | Baby’s Marvelous Toy                 | Šmoulíčkova nejkrásnější hračka                                          | 26. září 1987      | 8704B         |
| 178b         |           | The Smurfstalker                     | Lovec šmoulů                                                             | 19. září 1987      | 8703B         |
| 179a         |           | Timber Smurf                         | Šmoulové kácejí lesy                                                     | 28. listopadu 1987 | 8731B         |
| —            |           | Smurf On The Wild Side (Part 3)      | — (česká verze epizody Volání šmoulí divočiny není rozdělena na 4 části) | 19. září 1987      | 8701A         |
| 179b         |           | Smurf On The Wild Side (Part 4)      | Volání šmoulí divočiny (2. část)                                         | 19. září 1987      | 8702B         |
| 180a         |           | Azrael’s Brain                       | Mozek kocoura Azraela                                                    | 10. října 1987     | 8711B         |
| 180b         |           | Smurfette’s Lucky Star               | Šmouličina šťastná hvězda                                                | 28. listopadu 1987 | 8732B         |
| 181a         |           | Hefty’s Rival                        | Silákův soupeř                                                           | 14. listopadu 1987 | 8726B         |
| 181b         |           | Poet The Know-It-All                 | Poeta předvída budoucnost                                                | 5. prosince 1987   | 8734B         |
| 182a         |           | The Smurflings’ Unsmurfy Friend      | Zlobivý přítel malých šmoulat                                            | 19. září 1987      | 8703A         |
| 182b         |           | Cut-Up Smurfs                        | Sašetčiny panenky                                                        | 26. září 1987      | 8705B         |
| 183          |           | Sassette’s Hive                      | Sašetka velitelkou úlu                                                   | 7. listopadu 1987  | 8722B         |
| 184          |           | Chlorhydris’ Lost Love               | Jak přišla Chlorana o lásku                                              | 28. listopadu 1987 | 8733B         |
| 185          |           | A Long Tale for Grandpa              | Dědečkovy šmoulí příběhy                                                 | 7. listopadu 1987  | 8724A         |
| 186          |           | The Clockwork Smurfette              | Plechová šmoulí holčička                                                 | 24. října 1987     | 8717A         |
| 187a         |           | Sleepless Smurfs                     | Šmoulové nemohou spát                                                    | 26. září 1987      | 8705A         |
| 187b         |           | Predictable Smurfs                   | Na šmouly je spolehnutí                                                  | 14. listopadu 1987 | 8726A         |
| 188a         |           | Poet’s Storybook                     | Poetovy příběhy                                                          | 3. října 1987      | 8709A         |
| 188b         |           | Where the Wild Smurfs Are            | Smutek šmouly Divouška                                                   | 7. listopadu 1987  | 8724B         |
| 189a         |           | Little Big Smurf                     | Malý velký šmoula                                                        | 7. listopadu 1987  | 8723A         |
| 189b         |           | A Hole In Smurf                      | Šmoulí mánie                                                             | 21. listopadu 1987 | 8730B         |
| 190a         |           | Stop And Go Smurfs                   | Nehybní šmoulové                                                         | 5. prosince 1987   | 8734A         |
| 190b         |           | Bad Luck Smurfs                      | Šmoulí smůla                                                             | 21. listopadu 1987 | 8729B         |
| 191a         |           | Gargamel’s Second Childhood          | Gargamelovo druhé dětství                                                | 5. prosince 1987   | 8736B         |
| 191b         |           | Poltersmurf                          | Šmoulí strašidla                                                         | 26. září 1987      | 8704A         |
| 192a         |           | Wild About Smurfette                 | Zamilovaný Divoušek                                                      | 3. října 1987      | 8707A         |
| 192b         |           | Vanity’s Wild Adventure              | Fešákovo dobrodružství                                                   | 24. října 1987     | 8718          |
| 193a         |           | The Fastest Wizard In The World      | Nejrychlejší čaroděj světa                                               | 3. října 1987      | 8709B         |
| 193b         |           | Sing a Song of Smurflings            | Šmoulata mají kapelu                                                     | 3. října 1987      | 8707B         |
| 194a         |           | Legendary Smurfs                     | Bájní šmoulové                                                           | 10. října 1987     | 8712B         |
| 194b         |           | Gargamel’s Last Will                 | Gargamelova závět                                                        | 10. října 1987     | 8710B         |
| 195          |           | Soothsayer Smurfette                 | Věštkyně Šmoulinka                                                       | 31. října 1987     | 8719A         |
| 196          |           | Gargamel’s Sweetheart                | Gargamelova láska                                                        | 26. září 1987      | 8706          |
| 197          |           | The Magic Sack of Mr. Nicholas       | Vánoční kouzelná nadílka                                                 | 14. listopadu 1987 | 8725A         |
| speciál 7    |           | Tis the Season to Be Smurfy          | Šmoulí Vánoce                                                            | 13. prosince 1987  | S-7 speciál 7 |
| 198a         |           | Dancing Bear                         | Tančící medvěd                                                           | 10. října 1987     | 8710A         |
| 198b         |           | Smurfing The Unicorns                | Papík je nemocný                                                         | 17. října 1987     | 8713A         |
| 199a         |           | Nobody Smurf                         | Trable nenápadného šmouly                                                | 17. října 1987     | 8715          |
| 199b         |           | Vanity’s Closest Friend              | Fešákův nejbližší přítel                                                 | 17. října 1987     | 8713B         |
| 200a         |           | Smurfing Out Of Time                 | Když se zblázní čas                                                      | 21. listopadu 1987 | 8730A         |
| 200b         |           | Bouncing Smurf                       | Pérovací šmoulové                                                        | 24. října 1987     | 8716B         |
| 201a         |           | Prince Smurf                         | Šmoulí princ                                                             | 14. listopadu 1987 | 8727B         |
| 201b         |           | The Smurfy Verdict                   | Šmoulové soudí viníka                                                    | 28. listopadu 1987 | 8733A         |
| 202a         |           | The Smurf Who Could Do No Wrong      | Dokonalý šmoula                                                          | 28. listopadu 1987 | 8732A         |
| 202b         |           | Foul Feather Friend                  | Opeřený nepřítel                                                         | 7. listopadu 1987  | 8722A         |
| 203a         |           | Gargamel’s Quest                     | Gargamelova výprava                                                      | 5. prosince 1987   | 8736A         |
| 203b         |           | Papa For a Day                       | V hlavní roli taťka šmoula                                               | 31. října 1987     | 8720A         |
| 204a         |           | I Was A Brainy Weresmurf             | Nebezpečný šmoulodlak                                                    | 24. října 1987     | 8717B         |
| 204b         |           | Snappy’s Puppet                      | Čilounova loutka                                                         | 14. listopadu 1987 | 8727A         |
| 205a         |           | Castaway Smurfs                      | Šmoulí ztroskotanci                                                      | 10. října 1987     | 8712A         |
| 205b         |           | Sassette’s Bewitching Friendship     | Sašetka má kamarádku                                                     | 10. října 1987     | 8711A         |
| 206          |           | To Coin a Smurf                      | Gargamel vyrábí zlato                                                    | 31. října 1987     | 8721A         |
| 207          |           | Peewit’s Unscrupulous Adventure      | Péťovo dobrodružství                                                     | 17. října 1987     | 8714          |
| 208          |           | Smurf Pet                            | Šmoulí domáci mazlíček                                                   | 28. listopadu 1987 | 8731A         |

### 8. Řada (1988)
| Č. v seriálu | Č. v řadě | Původní název                 | Český název: TV Nova (1997–2000) | Český název: TV Barrandov (2010–2014) | Premiéra v USA | Produkční kód |
| ------------ | --------- | ----------------------------- | -------------------------------- | ------------------------------------- | -------------- | ------------- |
| 209          |           | The Lost Smurf                | Shledání po staletích            | —                                     | 10. září 1988  | 8801          |
| 210a         |           | Clockwork’s Powerplay         | Plechánek hoří hněvem            | —                                     | 17. září 1988  | 8804A         |
| 210b         |           | Smoogle Sings The Blues       | Méďa Míša zpěváčkem              | —                                     | 22. října 1988 | 8814A         |
| 211a         |           | Shutterbug Smurfs             | Zuřivý reportér                  | —                                     | 22. října 1988 | 8813B         |
| 211b         |           | It’s A Smurfy Life            | Těžký je život Kutila            | —                                     | 8. října 1988  | 8809A         |
| 212a         |           | Long Live Brainy              | —                                | Koumák králem                         | 8. října 1988  | 8810          |
| 212b         |           | Pappy’s Puppy                 | —                                | Ztracený Bobík                        | 22. října 1988 | 8813A         |
| 213a         |           | Stealing Grandpa’s Thunder    | —                                | Popletená historka Dědy šmouly        | 29. října 1988 | 8816          |
| 213b         |           | A Maze of Mirrors             | —                                | Příliš mnoho Fešáků                   | 15. října 1988 | 8811          |
| 214          |           | Land Of Lost And Found        | —                                | Země strát a nálezů                   | 8. října 1988  | 8809B         |
| 215          |           | Memory Melons                 | —                                | Mluvící meloun                        | 15. října 1988 | 8812A         |
| 216          |           | Grandpa’s Nemesis             | —                                | Šmoulí kaměn dlouhověkosti            | 1. října 1988  | 8807A         |
| 217a         |           | Smurf The Presses             | —                                | Důvěřuj, ale prověřuj                 | 29. října 1988 | 8815          |
| 217b         |           | Bungling Babysitters          | —                                | Kdo pohlídá Šmoulíčka?                | 17. září 1988  | 8803B         |
| 218a         |           | Bigmouth’s Roommate           | —                                | Tlamounův spolubydlící                | 17. září 1988  | 8803A         |
| 218b         |           | Nanny’s Way                   | —                                | Babča                                 | 15. října 1988 | 8812B         |
| 219a         |           | Denisa’s Greedy Doll          | —                                | Panenka                               | 24. září 1988  | 8806A         |
| 219b         |           | Don Smurfo’s Uninvited Guests | —                                | Nezvaní hosté u Dona Šmoulína         | 24. září 1988  | 8805          |
| 220a         |           | Clumsy in Command             | —                                | Nešika vůdcem výpravy                 | 17. září 1988  | 8804B         |
| 220b         |           | Denisa’s Slumber Party        | —                                | Denisin pyžamový večírek              | 24. září 1988  | 8806B         |
| 221          |           | Archives of Evil              | —                                | Archivy zla                           | 10. září 1988  | 8802          |
| 222          |           | A Smurf For Denisa            | —                                | Sašetka a Denisa                      | 22. října 1988 | 8814B         |
| 223          |           | A House For Nanny             | —                                | Dům pro Babču                         | 1. října 1988  | 8808          |
| 224          |           | Grandpa’s Walking Stick       | —                                | Hůlka z kouzelného lesa               | 1. října 1988  | 8807B         |

### 9. Řada (1989)
| Č. v seriálu | Č. v řadě | Původní název                        | Český název: TV Barrandov (2010–2014)                                           | Premiéra v USA     | Produkční kód |
| ------------ | --------- | ------------------------------------ | ------------------------------------------------------------------------------- | ------------------ | ------------- |
| 225          |           | The Smurfs That Time Forgot (Part 1) | Šmoulsaurus, aneb co vzal čas                                                   | 9. září 1989       | 8901A         |
| —            |           | The Smurfs That Time Forgot (Part 2) | — (česká verze epizody Šmoulsaurus, aneb co vzal čas není rozdělena na 2 části) | 9. září 1989       | 8901B         |
| 226a         |           | Lost In Ages                         | Ztracení v pravěku                                                              | 9. září 1989       | 8901A         |
| 226b         |           | Cave Smurfs                          | Jeskynní šmoulové                                                               | 9. září 1989       | 8902B         |
| 227a         |           | Shamrock Smurfs                      | Není skřítek jako skřítek                                                       | 16. září 1989      | 8904          |
| 227b         |           | Hogapatra’s Beauty Sleep             | Hogapatřin zdravý spánek                                                        | 16. září 1989      | 8903A         |
| 228          |           | Mummy Dearest                        | Šmoulové a mumie                                                                | 16. září 1989      | 8903B         |
| 229a         |           | Smurfette’s Green Thumb              | Šmoulinčin zelený palec                                                         | 7. října 1989      | 8910          |
| 229b         |           | Trojan Smurfs                        | Trojští šmoulové                                                                | 30. září 1989      | 8908          |
| 230          |           | The Smurf Odyssey                    | Šmoulí Odyssea                                                                  | 30. září 1989      | 8907B         |
| 231a         |           | The Monumental Grouch                | Mrzutý pomník                                                                   | 28. října 1989     | 8916B         |
| 231b         |           | Greedy’s Masterpizza                 | Mlsounova velepizza                                                             | 28. října 1989     | 8916A         |
| 232          |           | Gnoman Holiday                       | Prázdniny ve Skřímě                                                             | 28. října 1989     | 8915          |
| 233a         |           | Small-Minded Smurfs                  | Kouzla v džungli                                                                | 18. listopadu 1989 | 8921B         |
| 233b         |           | Sky High Surprise                    | Překvapení v oblacích                                                           | 21. října 1989     | 8914          |
| 234          |           | The Clumsy Genie                     | Nešika, džin kouzelné lampy                                                     | 21. října 1989     | 8913A         |
| 235a         |           | Hearts ’N’ Smurfs                    | Amorův šíp                                                                      | 2. prosince 1989   | 8924B         |
| 235b         |           | Fortune Cookie                       | Oplátky štěstí                                                                  | 7. října 1989      | 8909A         |
| 236          |           | Imperial Panda-Monium                | Šmoulové a císař                                                                | 7. října 1989      | 8909B         |
| 237a         |           | Like it or Smurf It                  | Ber nebo si šmoulni                                                             | 23. září 1989      | 8905B         |
| 237b         |           | Bananas Over Hefty                   | Banány pro Siláka                                                               | 18. listopadu 1989 | 8922A         |
| 238          |           | Smurfs of the Round Table            | Šmoulové kulatého stolu                                                         | 18. listopadu 1989 | 8922B         |
| 239a         |           | A Fish Called Snappy                 | Ryba jménem Čiloun                                                              | 30. září 1989      | 8907A         |
| 239b         |           | Hefty Sees a Serpent                 | Silák vidí hady                                                                 | 14. října 1989     | 8911          |
| 240          |           | Phantom Bagpiper                     | Dudajíci duch                                                                   | 14. října 1989     | 8912A         |
| 241a         |           | G’day Smoogle                        | Míšovi příbuzní                                                                 | 4. listopadu 1989  | 8918A         |
| 241b         |           | Karate Clumsy                        | Karate Nešika                                                                   | 23. září 1989      | 8905A         |
| 242          |           | Papa’s Big Snooze                    | Bonsajový brouk                                                                 | 23. září 1989      | 8906          |
| 243a         |           | Papa Lose His Patience               | Jak Taťkovi došla trpělivost                                                    | 11. listopadu 1989 | 8920A         |
| 243b         |           | Big Shot Smurfs                      | Neopatrní šmoulové                                                              | 11. listopadu 1989 | 8919A         |
| 244          |           | Swashbuckling Smurfs                 | Pirátské dobrodružství                                                          | 11. listopadu 1989 | 8920B         |
| 245a         |           | Grandpa’s Fountain of Youth          | Dědova studánka mládí                                                           | 4. listopadu 1989  | 8918B         |
| 245b         |           | Jungle Jitterbugs                    | Křepčení v džungli                                                              | 14. října 1989     | 8912B         |
| 246          |           | Painter’s Egg-Cellent Adventure      | Malířovo vajíčkové dobrodružství                                                | 18. listopadu 1989 | 8921A         |
| 247          |           | The Golden Rhino                     | Zlatý nosorožec                                                                 | 2. prosince 1989   | 8924A         |
| 248a         |           | Brainy’s Beastly Boo-Boo             | Koumákova velká chyba                                                           | 2. prosince 1989   | 8923B         |
| 248b         |           | Scary Smurfs                         | Strašidelní šmoulové                                                            | 21. října 1989     | 8913B         |
| 249a         |           | No Reflection On Vanity              | Fešákovo ztracené zrcátko                                                       | 11. listopadu 1989 | 8919B         |
| 249b         |           | Wild Goes Cuckoo                     | Divousovi kuká ve věži                                                          | 2. prosince 1989   | 8923A         |
| 250          |           | Curried Smurfs                       | Šmoulové na kari                                                                | 4. listopadu 1989  | 8917          |